# 메리 맬런
메리 맬런(영어: Mary Mallon, 1869년 9월 23일 ~ 1938년 11월 11일)은 아일랜드계 미국인으로 장티푸스의 무증상 보균자인 최초의 미국 사례로 잘 알려져 있다. 흔히 장티푸스 메리(Typhoid Mary)라는 별명으로 부르기도 한다. 그녀는 요리사로 일하는 동안 약 51명을 감염시켰는데 이들 중 3명은 사망했다. 그녀는 강제로 보건당국에 의해 두 번 격리되고 30년 간 격리 후 사망했다.

## 생애
1869년 북아일랜드 티론주에서 태어났다. 1884년 미국 뉴욕으로 이민을 오게 되는데 이 때 미국의 시민권을 취득하게 되었다. 1900년부터 1907년까지는 요리사로 일하게 되었는데, 1900년 그녀는 뉴욕의 마머로네크라는 곳에서 일을 하게 된다. 그녀가 직장을 얻은지 2주만에 마을 주민들이 장티푸스에 걸리게 되었다. 1901년 그녀는 맨해튼으로 이동해 한 8명의 구성원의 가정집에서 직속 요리사로 일하게 되었는데, 그 가족들은 발열과 설사 증상을 보이고, 세탁부의 경우 죽기까지 하였다. 1906년 롱아일랜드 오이스터 베이에서는 11명의 가족 중 10명이 장티푸스로 병원에 입원했다. 그녀가 계속 직장을 바꿀 때마다 비슷한 사건이 반복되면서 1906년 말에 메리에 의해서 장티푸스에 걸린 가족이 머무르고 있던 고급 별장 주인은 장티푸스에 대해 저명한 의학자인 조지 소퍼를 고용했다. 그는 이를 조사하고, 미국 의학 협회의 저널에 1907년 6월 15일 이를 바탕으로 서술했다.
가족들이 요리사를 고용한 8월 4일은 장티푸스 전염이 되기 3주 전임을 알 수 있습니다. 
 그 요리사가 단기간 동안 머물렀다 하여도, 3주 후에 발병이 일어났고, 그 요리사는 남아 있었습니다.
바로 40살의 아일랜드계 여자에 키가 크고 뚱뚱했고, 독신인 그 요리사는 건강한 걸로 보입니다."

이 단서에도 불구하고, 그는 그녀를 발견하지 못했고, 그녀가 어디서 일하는지 주소 또한 찾지 못했다. 그런데 집사 두 명이 장티푸스로 입원하고, 딸이 장티푸스로 사망한 집을 찾게 되고, 그는 결국 그녀를 발견하게 되지만, 그녀는 만나기를 거절하고 피했다.

## 뉴욕시 보건청의 개입, 1차 격리 (1907~1910)
뉴욕시 보건 당국은 사라 조세핀 베이커 박사를 개입하기에 이르렀다. 그녀는 경찰력을 동원해 메리를 구금하기에 이르렀다.1908년 그녀의 사건은 과학계와 의학계의 큰 관심이었고, 그녀의 청결습관이나 신체검사를 실시하기로 했다. 놀랍게도 그녀는 손을 씻지를 않았고, 대변과 소변에서 살모넬라균이 발견되어 이가 담낭에 있음을 발견하였다. 그녀는 1910년까지 격리조치 당했다.

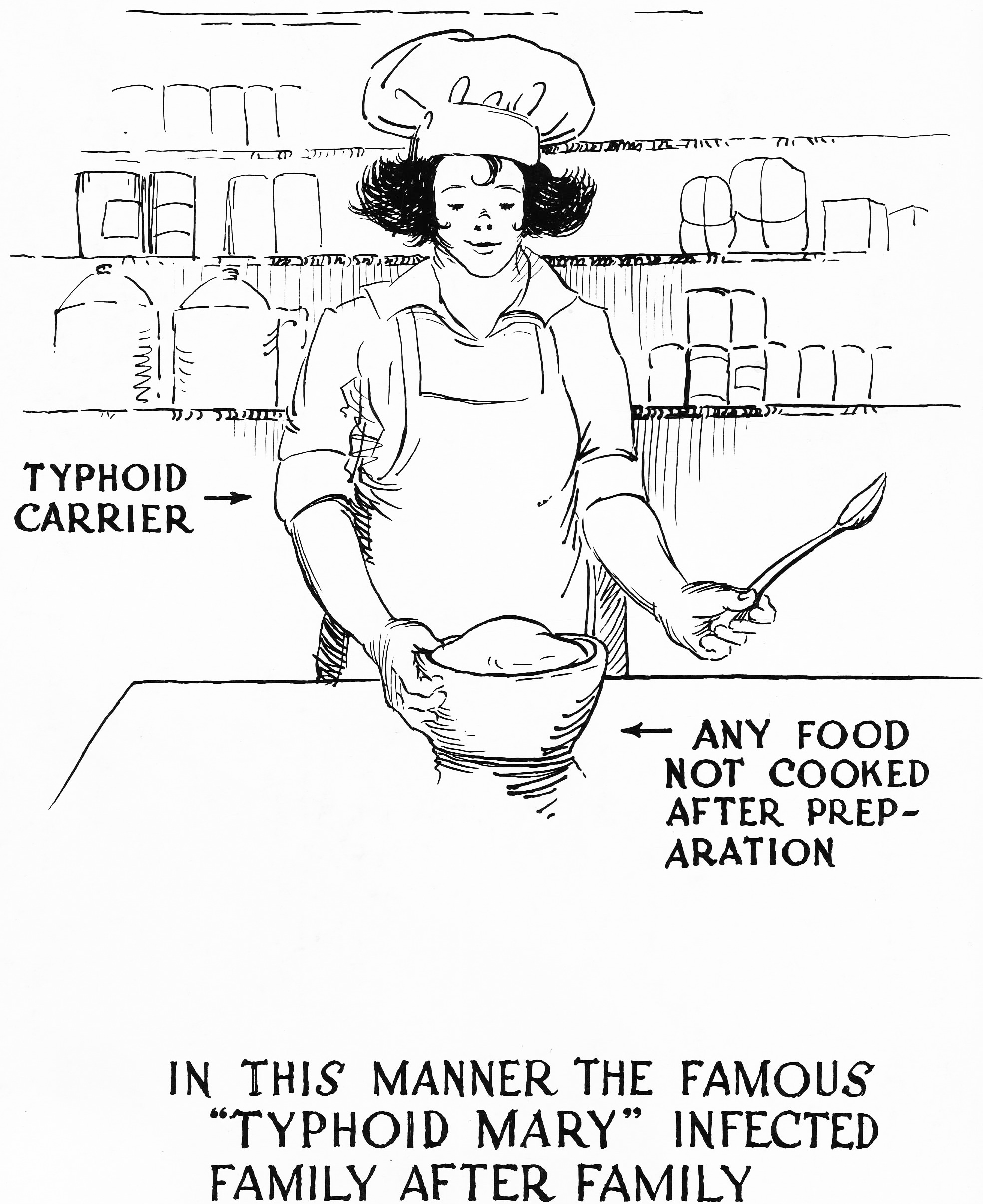
메리 맬런 사건 이후 장티푸스 보균자의 위험성을 알리는 포스터. 이 포스터는 그녀가 장티푸스를 가졌다는 사실을 알렸다.

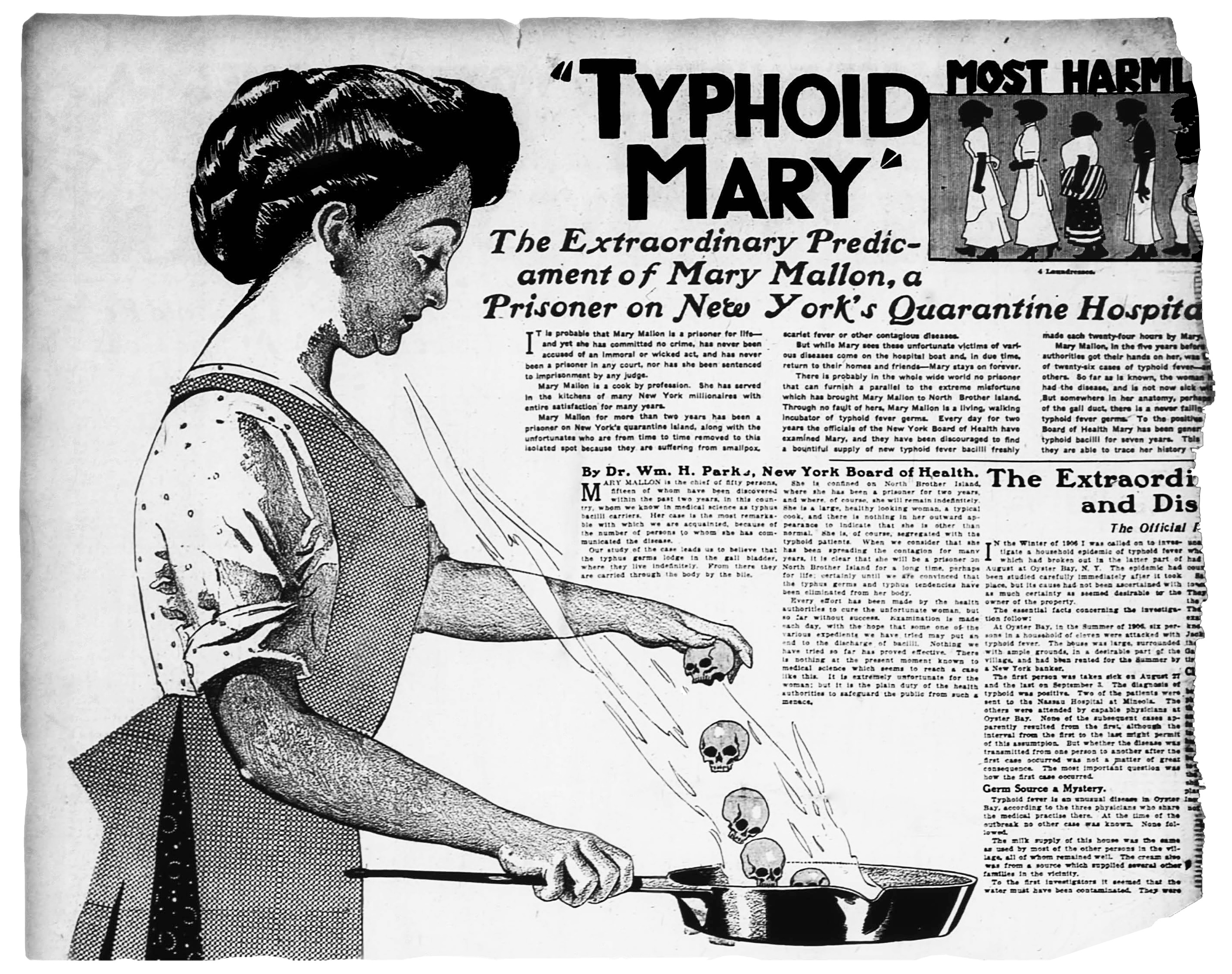
메리 맬런에 의한 장티푸스 감염을 알리는 1909년 신문 기사

## 2차 격리(1915~1938)
그녀는 철저한 위생습관과 요리사같은 직업을 하지 않겠다는 약속에 서명한 뒤, 격리 조치에서 풀리게 된다. 그리고 언론의 관심을 많이 받았던 그녀였으므로 이름도 메리 브라운으로 바꾸게 된다. 그녀는 처음엔 세탁부로 일했지만 이의 시급이 요리사보다 못하고 일도 고되다는 이유로 당국의 눈을 피해 요리사로 다시 일하기 시작했다.
몇 년 뒤 뉴욕의 한 산부인과에서 신생아와 여러 사람들이 장티푸스에 걸리는데, 조지 소퍼는 그곳에서 요리사로 일하던 메리를 발견하고 담낭 제거 수술을 받지않으면 재격리가 불가피하다고 했지만(담낭에 살모넬라균이 서식하는 상태였으므로) 거부하므로 그녀는 다시 재격리조치 당하게 되는데, 1915년 3월 27일 노스 브라더 섬에 있는 수용소에 격리되어 여생을 보냈다. 그 뒤 절대 그 곳에서 나오지 못했다고 한다. 결국 그는 1938년, 미국 대공황 (극복 하려는 시절)시대에 죽었다.

## 그녀의 의학적 의의
일반적으로 기존 20세기 초의 의학상식으로는 보균자의 경우 임상적 증상이 나타나야 하는 것이 당연했어야 한다. 하지만 그녀는 보균자이지만, 임상적 증상이 나타나지 않은 무증상 보균자(혹은 건강보균자)였으므로, 미국 의학 협회 저널에도 여러 번 서술되고 무증상 보균자가 나오게되는 첫 사례가 되었다.

## 문화
일본의 괴담 중 하나인 에이즈 메리의 경우 그 기원 중 하나가 메리 맬런이라는 설이 있다. 에이즈의 경우도 에이즈 보균자가 임상적 증상을 나타내지 않는 무증상 보균자가 있기 때문이다. 하지만 이들 무증상 보균자의 경우 에이즈로 죽기보다는 자신의 수명을 다하고 죽는 경우가 대부분이다.

## 같이 보기
- 장티푸스
- 에이즈 메리